# Гортубани
Гортубани (груз. გორთუბანი) — село в Грузии, на территории Адигенского муниципалитета края (мхаре) Самцхе-Джавахети.

## География
Село находится в южной части Грузии, к северу от реки Кваблиани, на расстоянии 7 километров (по прямой) к северо-западу от посёлка городского типа Адигени, административного центра муниципалитета. Абсолютная высота — 1487 метров над уровнем моря.

## Население
По результатам официальной переписи населения 2014 года, в Гортубани проживало 100 человек (47 мужчин и 53 женщины). В национальной структуре населения грузины составляли 99 %, абхазы — 1 % .
| Год  | Население, человек |
| ---- | ------------------ |
| 2002 | 139                |
| 2014 | ↘ 100              |